# Léo Schwechlen
Léo Schwechlen (* 5. Juni 1989 in Montbéliard) ist ein französischer Fußballspieler.

## Karriere
Schwechlen wuchs in Besançon auf, wo er mit dem Fußballspielen begann. Er wurde für die Regionalauswahl der Region Franche-Comté nominiert und machte bei einem U-14-Jugendturnier auf sich aufmerksam, sodass er von der AS Monaco entdeckt wurde. Bei Monaco lief er ab 2005 für die zweite Mannschaft in der vierten Liga auf, es gelang ihm jedoch nicht der Sprung in die erste Mannschaft. 2009 wurde er bei zwei Spielen der französischen U-20-Auswahl eingesetzt. Nachdem er 2011 immer noch nicht den Sprung in die erste Mannschaft von Monaco geschafft hatte, wechselte er ablösefrei zum FC Tours. Bei dem Zweitligisten wurde er zu einem festen Bestandteil der ersten Elf.
Nachdem er die Saison 2015/16 beim zyprischer Erstligisten Anorthosis Famagusta gespielt hatte, wurde er eine Saison später vom türkischen Zweitligisten Göztepe Izmir verpflichtet. Im Sommer 2018 wechselte er zum neuen Erstligisten Erzurumspor FK, kehrte aber nach einer Saison zu Göztepe zurück. In der Saison 2020/21 spielte er für Erzurumspor FK, danach wechselte er zu Denizlispor. 2023 und 2024 war er nach langer Pause wieder beim FC Tours, danach spielte er bei FC Bassin dʼArcachon.